# Hadházi László
Hadházi László (Debrecen, 1964. február 10. –) Karinthy-gyűrűs magyar humorista, író, rádiós műsorvezető.

## Életpályája
A debreceni Kossuth Lajos Gimnáziumban érettségizett, majd számos felsőoktatási intézménybe járt (Mezőgazdasági-, Rendőrtiszti-, Egészségügyi, Testnevelési-, Államigazgatási Főiskola), de különböző okokból mindegyiket abbahagyta. Lövészettel is foglalkozott, aranykoszorús sportlövész lett. 1987-ben kezdett el írni, majd 1994-től különböző vidéki rádióknál dolgozott. Írásai jelentek meg a Kretén című magazinban. Első fellépése 1988. december 19-én volt. 1996 és 2000 között az HBO Mennyi? 30! című műsorában dolgozott, de időnként feltűnt a Magyar Televízió Kisváros című sorozatában is, utána pedig mindkét kereskedelmi csatornán feltűnt, a Kész átverés show (RTL Klub), és a Banánhéj (TV2) révén. 1998-ban a Humorfesztiválon is indult egy társával, ahol a döntőig jutott. Az 1990-es évek végén a Danubius Rádióban a Danubius Cappuccino szerzője és előadója volt, később ugyanez volt a dolga a Sláger Rádió Bumeráng című műsorában is. 2002-től saját reggeli műsort kapott a Juventus Rádióban, majd amikor ez véget ért, visszatért Debrecenbe, ahol a Friss Rádióban és az Alföld televízióban is vezetett műsort. A Godot Dumaszínház indulásától kezdve a társulat állandó fellépője, folyamatosan szerepel az RTL Klubon, a Showder Klubban és a Rádiókabaréban is. Humorista kollégáival időnként írnak egy-egy könyvet is. 2008-ban Vida Péterrel együtt Bonbon-díjat kapott, majd 2011-ben megkapta az év humoristájának járó Karinthy-gyűrűt is.

## Családja
Nős, három gyermek édesapja.

## Díjai, elismerései
- Bonbon-díj (2008)
- Karinthy-gyűrű (2011)[2]

## Munkái

### Mozi
- Dumapárbaj (2014)
- Bakkermann (2007)
- A rózsa vére (1997)

### Televízió
- Mennyi?30!, HBO
- Kész Átverés, RTL Klub
- Kisváros, Magyar Televízió
- Mi kérünk elnézést, TV2
- Showder Klub, RTL Klub
- Banánhéj, TV2

### Színház
- Teaház, az augusztusi holdhoz, Schütz Ila Színház, 2005 (színész)
- Otelló – az afro-velencei, Boscolo New York Café, (konferanszié)
- Apám beájulna (színész)

### Könyvek
- Hadházi László–Litkai Gergely: Nekem 8 Glória Kiadó, 2003. ISBN 9639283770
- Hadházi László-Litkai Gergely: Megint 8 Glória Kiadó, 2004. ISBN 9639587060
- Hadházi László–Litkai Gergely: Nekünk – nem – nyolc; Hinterland Mérnöki Iroda, Bp., 2005
- Hadházi László–Kovács András Péter–Litkai Gergely–Pataki Balázs: A Föld kilencvenkilenc legkevésbé ismert csodája Glória Kiadó, 2008. ISBN 9789639587212